# Pterophorus calcaria
Pterophorus calcaria is een vlinder uit de familie vedermotten (Pterophoridae). De wetenschappelijke naam van de soort is voor het eerst geldig gepubliceerd in 1870 door Julius Lederer.